# Guldbaggejuryns specialpris
Guldbaggejuryns specialpris, alternativt Juryns specialbagge, delades under många år ut till personer eller institutioner som på ett eller annat sätt främjat den svenska filmen.
Inför den 24:e Guldbaggegalan ersattes specialbaggen med Guldbaggen för kreativa insatser.

## Mottagare
| År                                 | Pristagare                                                                                | Yrke och motivering |
| ---------------------------------- | ----------------------------------------------------------------------------------------- | --- |
| 1963 / 1964 (1:a)                  | Inget specialpris gavs ut detta år                                                        | Inget specialpris gavs ut detta år |
| 1964 / 1965 (2:e)                  | Leif Furhammar                                                                            | Filmvetare, "för hans för filmkonstens frihet betydelsefulla bok Filmpåverkan". |
| 1965 / 1966 (3:e)                  | Bengt Idestam-Almquist                                                                    | Filmvetare, "för hans livsgärning för filmen - som journalist, författare och initiativtagare till filmstudiorörelsen." |
| 1966 / 1967 (4:e)                  | Krister Wickman                                                                           | Svenska Filminstitutets första ordförande, "för hans avgörande insats vid genomförandet av 1963 års filmreform och hans föredömliga ledning av filminstitutets styrelse åren 1963-1967." |
| 1967 / 1968 (5:e)                  | Inget specialpris gavs ut detta år                                                        | Inget specialpris gavs ut detta år |
| 1968 / 1969 (6:e)                  | Rune Waldekranz                                                                           | Producent och filmvetare, "för hans mångåriga och generösa insatser inom svensk filmproduktion, filmundervisning och filmforskning." |
| 1969 / 1970 (7:e)                  | Harry Schein                                                                              | Svenska Filminstitutets första VD, "för hans idérika och konstruktiva filmpolitiska arbete, som skapat förutsättningar för en vittgående förnyelse av den svenska biograffilmen." |
| 1970 / 1971 (ingen officiell gala) | Inget specialpris gavs ut detta år                                                        | Inget specialpris gavs ut detta år |
| 1971 / 1972 (8:e)                  | Bengt Forslund                                                                            | Producent, "för Nybyggarna." |
| 1972 / 1973 (9:e)                  | Sven Nykvist                                                                              | Fotograf, "för Viskningar och rop." |
| 1973 / 1974 (10:e)                 | P.A. Lundgren                                                                             | Scenograf, "för En handfull kärlek." |
| 1974 / 1975 (11:e)                 | Per Åhlin                                                                                 | Animatör, "för Dunderklumpen!." |
| 1975 / 1976 (12:e)                 | Inget specialpris gavs ut detta år                                                        | Inget specialpris gavs ut detta år |
| 1976 / 1977 (13:e)                 | Kollektivet bakom Sven Klangs kvintett                                                    | Produktionsgrupp. |
| 1977 / 1978 (14:e)                 | Eric M. Nilsson                                                                           | Dokumentärfilmare, "för hans egensinniga och självständiga insats för att vidga den svenska dokumentärfilmens gränser." |
| 1978 / 1979 (15:e)                 | Keve Hjelm                                                                                | TV-regissör, "för Godnatt, jord." |
| 1979 / 1980 (16:e)                 | Filmhäftet                                                                                | Filmtidskrift, "för många års genomtänkta, perspektivrika och kritiskt utmanande analyser." |
| 1980 / 1981 (17:e)                 | Göteborg Film Festival (Gunnar Carlsson och Göran Bjelkendal)                             | Filmfestival |
| 1981 / 1982 (18:e)                 | Ulf Dageby                                                                                | Kompositör, "för musiken i Målaren." |
| 1982 / 1983 (19:e)                 | Folkets Bio                                                                               | Filmbolag, "som med entusiasm och kringsynthet berikat svenskt kulturliv." |
| 1984 (20:e)                        | Rune Ericson                                                                              | Fotograf, "för hängivet arbete, fototekniskt nytänkande och kollegial generositet." |
| 1985 (21:a)                        | Studio Lagnö (Per Carleson, Christer Furubrand, Peter Holthausen & Wille Peterson-Berger) | Ljudtekniker. "Ljudets och ljudbehandlingens betydelse för en films helhet förbises ofta. Studio Lagnö har med medvetenhet om ljudbildens betydelse för filmberättandet berikat en rad svenska spel- och dokumentärfilmer under 1985: Falsk som vatten, Mitt liv som hund, Själen är större än världen, Inughuit, 1985 - Vad hände katten i råttans år?." |
| 1986 (22:a)                        | Jörgen Persson                                                                            | Fotograf, "för hans förmåga att med poetisk realism levandegöra människor och landskap i Sverige." |
| 1987 (23:e)                        | Bo Jonsson                                                                                | Producent, "en fri producent för visioner, mod och envishet". |